# AJ-51
ASTEL AJ-51（アステル・エイ ジェイ　ごじゅう　いち）は、日本無線によって開発された、アステルのPHS端末製品である。

## 概要
PHSで初めてCompact HTML対応のブラウザを搭載した、初のドットi対応端末である。その後、ドットi対応端末は発売されなかったので、結果として唯一の対応機種になった。また、アステル全体としても最終機種となった。ドットiは、NTTドコモのiモードとは違い、専用のサーバーではなく、ダイヤルアップ接続で直接インターネットサービスプロバイダに接続する形式を採用している。POP3とSMTPのメールに対応。4つまでのパソコンのメールアドレスを利用する事もできた。
同じPHS事業者のDDIポケット（後のウィルコム、現：ワイモバイル）の「feelH"」がカラー液晶・外部カメラ・外部メモリー対応だったのに対し、AJ-51は外部メモリー・カメラ等には対応しておらず、またモノクロ液晶を採用するなど、ブラウザ搭載によるインターネット接続に特化した製品といえる。付属品には電池パック、充電器、ACアダプターなど。
アステル東京（東京電話アステル）では2000年12月15日に発売になった。その他の地区のアステルでも順次発売されたが、アステル東北（東北インテリジェント通信）のエリアなど、発売されていない地区も存在する。本体色はソニックシルバー、アストラルブルーが当初は用意され、2004年にYOZANから限定色としてライトゴールドが3000台発売された。

## 仕様
- ハードウェア仕様
  - 形状：ストレート式
  - 外部メモリー：なし
  - カラー：ソニックシルバー、アストラルブルー（当初）、ライトゴールド（2004年に発売された限定色）
  - サイズ：幅43mm×高さ129mm×奥行16.5mm
  - 重量：76g
  - 連続通話時間：約8.5時間
  - 連続待受時間：約550時間
  - メイン液晶：120×140ドット、4階調モノクロ液晶
  - カメラ：なし

## 歴史
- 2000年10月10日：技術基準適合証明 (TELEC) 通過
- 2000年11月13日：電気通信端末機器審査協会 (JATE)通過（認定番号A00-1177JP）
- 2000年11月30日：ドットiの発表に合わせて対応端末として発表
- 2000年12月15日：東京電話アステル管内で発売開始